# August Hlond
August Hlond (5 tháng 7 năm 1881 - 22 tháng 10 năm 1948) là một hồng y của Giáo hội Công giáo người Ba Lan. Ông nguyên là Tổng giám mục của Poznań và Gniezno vào năm 1926; kế tiếp là Tổng giám mục của Gniezno và Warsaw vào năm 1946.
Ông là thành viên duy nhất của Đại học Hồng y bị Gestapo bắt và giam giữ trong Thế chiến thứ hai. Trong những năm cuối đời ông đã chỉ trích chế độ Cộng sản do Liên Xô hậu thuẫn ở Ba Lan.
Tiến trình phong thánh của ông bắt đầu vào năm 1992 và ông đã được phong là Tôi tớ Chúa. Ngày 19 tháng 5 năm 2018, August Hlond được phong là Đấng đáng kính sau khi Giáo hoàng Phanxicô xác nhận nhân đức anh hùng của ông.
Ông được chôn cất trong hầm mộ của nhà thờ St. John ở Warsaw. Vào tháng 3 năm 2006, thi hài của ông được chuyển đến Nhà nguyện của Thánh John the Baptist.